# Ten no hate made - Porando hishi
Ten no hate made - Porando hishi (天の涯まで―ポーランド秘史? lett. "Fino ai confini del cielo - La storia segreta della Polonia") è un manga storico di Riyoko Ikeda, scritto e disegnato nel 1991. L'autrice fa riferimento a diversi eventi e personaggi storici, pur non attenendosi sempre alla realtà dei fatti, e lo collega all'altra sua opera, Eroica - La gloria di Napoleone.
Il manga è stato pubblicato in due volumi nel 1993 da Asahi Shinbunsha e in edizione bunkoban nel 1999 da Chuokoron-Shinsha, sempre in due volumi usciti entrambi a maggio 1999.

## Ambientazione
(La celebre frase di Józef Wybicki nell'introduzione.)
Il manga prende in esame gli avvenimenti storici della Polonia nella seconda metà del XVIII secolo. In questo periodo la Polonia era divisa e privata della sua indipendenza, fino a quando Napoleone Bonaparte non creò il Ducato di Varsavia. La storia racconta l'intera vita, le battaglie e gli amori di un futuro generale ed eroe della patria, il principe Józef Antoni Poniatowski, che aveva sofferto grandi perdite nel periodo dell'occupazione della Polonia e desiderava aiutare il suo paese a raggiungere l'indipendenza.

## Trama
Józef Antoni Poniatowski è nato a San Pietroburgo, al confine con la Polonia, in un freddo giorno d'inverno del 1763, unico figlio illegittimo del principe Andrzej Poniatowski, fratello minore del Re di Polonia, e di una precedente amante, Natasha Suvorov, giovane moglie di un generale russo. La madre decide di fuggire dal marito per raggiungere Andrzej al palazzo di Varsavia, ma avendo appena partorito non riesce a resistere al terribile inverno russo. Appena arrivata in slitta a Varsavia, muore con il sorriso sulle labbra tra le braccia dell'amato, lasciandogli il piccolo Józef.
Józef somiglia al padre, ma ha ereditato i capelli corvini dalla madre ed Andrzej ha fatto credere a tutti che sia nato a Vienna dal suo matrimonio segreto con Theresa von Kinsky, che il fratello non ha ancora approvato. Andrzej si occupa della sua educazione per farne un militare e un grande erede, al contrario della matrigna che, da quando ha avuto Felix, biondo come lei, lo disprezza e vuole che sia il figlio a diventare erede al trono. Ovviamente, Józef soffre per questo atteggiamento freddo ed ostile, anche perché crede che sia sua madre, non essendo a conoscenza della verità, ma cerca di essere forte e coraggioso per non dispiacere il padre, che lo preferisce a Felix.
All'età di tre anni, incontra Tadeusz Kościuszko, che ha tentato di uccidere suo padre, accusato di aver abbandonato il re nelle mani della zarina. Andrzej vede però un grande futuro per lui e non lo ha detto a nessuno. Stando insieme, Józef dimentica l'indifferenza della matrigna, suscitando anche l'invidia del fratellastro. Il padre confida sul fatto che salveranno la Polonia a braccetto, e infatti questo combattente per la libertà ha impressionato Józef a tal punto da influenzarlo per tutta la vita.
La sua patria è da sempre minacciata dalle grandi potenze europee (Russia, Prussia e Austria), che bramano tutti di controllare il trono di Polonia e hanno presentato un candidato da proporre come sovrano. Il loro peggior nemico è la zarina di Russia, Caterina II. Il proprio candidato al trono di Polonia fu proprio Stanislao II Augustus Poniatowski, lo zio paterno del principe Józef. Purtroppo però, diversamente dal fratello minore, Stanislao è insicuro e quindi una marionetta nelle mani di Caterina, soprattutto perché è stata il suo primo amore e voleva ritornare da lei invece che diventare re.
Per liberarsi dalle ingerenze straniere, Stanislao è stato convinto ad abrogare il liberum veto, a conservare la konfederacja principale nella capitale e a istituire una sejm regolare. Inoltre, il padre di Józef sta segretamente organizzando i patrioti e l'esercito nazionale per aiutare il fratello ed essere in grado di rispondere alla pressante cavalleria dell'esercito russo o prussiano. Tuttavia, l'ambasciatore russo, il principe Repnin, ha informato la zarina di ogni loro mossa, che ovviamente è contraria. In questa situazione, Andrzej non ha potuto mostrare il figlio Józef al fratello, in quanto è stato costretto a recarsi dal principe Repnin, e Stanislao è stato costretto con dispiacere a ripristinare il liberum veto e a rinunciare alle riforme della Polonia. Kosciuszko fu mandato in Francia, dove continuò gli studi.
Passano alcuni anni. Diversamente dal fratellastro, che è svogliato e poco disciplinato, Józef è uno studente modello. Essendo russo da parte di madre (malgrado non lo sappia ancora), il padre lo ha affidato all'istruzione di Sergij Mikhailov, il nuovo professore di russo. Stranamente, a Józef quest'uomo piace per i suoi capelli neri (proprio come i suoi), i suoi occhi e anche il suo modo di parlare. In breve tempo, si è molto appassionato anche agli studi di russo, ma non è a conoscenza della relazione tra la zarina e lo zio.
Inoltre, sempre in questo periodo, rimane colpito da un coetaneo, Theodor Lociensky, invitato da Felix nonostante sia di estrazione modesta: il padre è morto prematuramente e ha molti fratelli e sorelle minori. Tuttavia, Theodor non sopporta proprio Felix, giudicandolo viziato e presuntuoso. Józef si interessa a lui soprattutto perché è piuttosto simile a Kosciuszko, ed ha anche ripreso il fratellastro. È allora che Theodor lo prende in simpatia.
I problemi del padre e dello zio sono ricominciati da quando una Confederazione è stata formata a Baar. Poco dopo, Andrzej è inviato al fronte dal re, come rappresaglia per il suo coinvolgimento nella società segreta e Józef non riesce nemmeno a salutarlo perché la matrigna l'aveva mandato dal cugino ed amante extraconiugale Augusto per consegnargli una lettera, senza dirgli niente della partenza del padre. Andrzej ritorna molto malato e muore. La sua amata Henriette prende suo figlio Józef presso di sé: ella diventerà anche la sua amante.
Józef è cresciuto ed è diventato un soldato. Ma ora deve decidersi se prestare servizio nell'esercito russo o in quello austriaco. Si arruola infine in quest'ultimo. Passano nove anni e quando, nel 1787, Józef fa ritorno in Polonia, la sua amata Henrietta si è già presa un altro amante, anche se continua ad amare Józef. Egli constata anche che il re Stanislao si è notevolmente indebolito.
Più tardi, durante un viaggio in compagnia dello zio, questi conosce l'ingenua Zelia Sitanska. Felix rimane affascinato da questa donna, sfrutta la sua ingenuità e la mette incinta. Il padre di lei, furente, pretende da Józef che lui riconosca il bambino. Dato che Zelia ha chiamato il figlio Józef, egli crede infatti che sia lui il padre. Józef lo riconosce, nonostante le proteste di Felix. Questi infatti vorrebbe tenere il bambino e sposare Zelia, ma sua madre Teresa inorridisce a questo pensiero e fa invece sposare Felix con una ragazza di sua scelta. Non è l'unico matrimonio: anche Maria, la sorella più piccola del migliore amico di Józef, Theodor, si sposa.
Nel frattempo, la vicenda si avvicina ad una delle date più importanti nella storia polacca, il 3 maggio 1791. Stanislao cerca di portare il Seym, il parlamento polacco, dalla sua parte per scrivere una nuova costituzione indipendente. Józef appoggia militarmente suo zio, Felix invece continua a cospirare contro di lui. Così, i nemici del re si lasciano coinvolgere in un'azione di Caterina di Russia, che ordina alle sue truppe di attaccare la Polonia. Józef invece comanda l'esercito polacco e cerca di respingere l'esercito russo ai confini con l'Ucraina.
La situazione dell'armata polacca è tuttavia senza speranza. Senza tregua, l'esercito di Caterina respinge l'armata polacca. Inoltre, l'intrigante zarina riesce ad ottenere, negli accordi di pace fra lei e il re Stanislao, che il re si schieri contro il suo stesso esercito. Amareggiato e deluso, finita la guerra, Józef lascia il suo paese. Al suo ritorno, si rende conto che Tadeusz, suo amico fin dall'infanzia, si è lasciato contagiare dall'entusiasmo per la rivoluzione francese. Egli infatti vorrebbe organizzare un esercito che non conti solo nobili, ma coinvolga anche membri della borghesia e del proletariato. Dato che però questo significherebbe la fine della monarchia in Polonia, Józef rompe la sua amicizia con Tadeusz. Egli poi si getta nella battaglia per la libertà della Polonia. Felix questa volta è al suo fianco, ma il tentativo fallisce. Felix muore nel tentativo di infilarsi nel campo nemico. Stanislaus August deve abdicare e la Polonia viene divisa fra Russia, Prussia e Austria.
A questo punto, appare Napoleone Bonaparte, che promette ai Polacchi la libertà. Il generale è colpito dall'amica d'infanzia di Józef, Maria Walewska, ma ella si ribella al pensiero di tradire il marito. Tuttavia, quando non solo Józef ma molti altri, fra cui il suo stesso marito, cercano di convincerla a concedersi per un buon fine, ella inizia una relazione con Napoleone. Ed effettivamente egli riesce a restituire l'indipendenza alla Polonia, anche se per un breve periodo, fondando il Ducato di Varsavia. Henrietta lo attende sempre con nostalgia, ma Józef parte per la guerra, a fianco di Napoleone. Ferito, è costretto a soggiornare a Cracovia e, quando farà ritorno a Varsavia, porterà con sé una moglie e il loro figlio Felix. Arriva addirittura a chiedere a Henrietta di dare loro alloggio, finché egli non avrà trovato una sistemazione.
Ma la guerra prosegue e questa volta Józef marcerà su Lipsia. Egli tuttavia non potrà partecipare alla "Battaglia delle Nazioni" presso Lipsia, che vedrà la sconfitta di Napoleone. Alla notizia della sua morte, come aveva promesso, Henrietta si avvelena. Theodor, l'amico di Józef, diventerà un commerciante di successo, la sorella Maria seguirà Napoleone nella rovina.
Nel 1815, con il Congresso di Vienna, i confini europei verranno radicalmente mutati e la Polonia tornerà ad essere un regno, anche se raggiungerà la sua totale indipendenza solo nel XX secolo.

## Personaggi
- Józef Antoni Poniatowski: È il protagonista di questa storia. È il figlio illegittimo di Andrzej Poniatowski e Natasha Suvorov, sposata con un generale russo. Ha sofferto in gioventù perché maltrattato dalla sua matrigna e il padre ha poco tempo per lui. Così è diventato un ribelle impulsivo, ma in seguito si è impegnato nella lotta per la libertà del suo paese.
- Andrzej Poniatowski: È il fratello minore del re di Polonia e il padre di Józef. Aveva parecchie relazioni amorose, perciò non destò sorpresa il fatto che una delle sue amanti si presentò un giorno, rivelandogli di avere avuto un figlio da lui. Nel manga, è un membro dell'organizzazione "Partito dei Patrioti", ma in realtà non lo era.
- Stanislao Augusto Poniatowski (in polacco: Stanisław August Poniatowski): È il re di Polonia. È un sovrano molto saggio, ma ha un carattere debole. Adora Caterina la Grande, fatto che, in seguito alla sottomissione della Polonia da parte della Russia, minò la sua popolarità tra la gente.
- Teresa Poniatowska: È la moglie di Andrzej. Vuole vedere suo figlio Felix sul trono. Lascia trapelare tutto il suo odio per Józef, cui, in quanto primogenito di Andrzej, spetterebbe di diritto anche la successione al trono. La Teresa storica amava il suo figliastro, ma questo non ricambiò mai il suo amore.
- Felix Poniatowski: Personaggio immaginario, è il fratellastro minore di Józef e figlio biologico di Teresa. Ha ereditato l'odio della madre per il fratellastro e tenta di tutto per rendergli la vita miserabile.
- Caterina la Grande: È l'antagonista principale della storia. È la zarina di Russia e sfrutta l'ascendente che ha presso il re polacco per i suoi fini politici. La relazione con Stanislao è un segreto di Pulcinella.
- Tadeusz Kościuszko: Tadeusz è un eroe polacco. È l'unico che presta attenzione al piccolo Józef, che da allora lo ha sempre ammirato. Tadeusz Kościuszko ha combattuto per l'indipendenza degli Stati Uniti d'America.
- Theodor Lociensky: È il migliore amico di Józef e il suo principale sostenitore. Vorrebbe che Józef sposasse sua sorella Maria, ma Józef ha altri progetti.
- Maria Locienska: È la sorella minore di Theodor ed è solo una bambina, quando incontra per la prima volta Józef. Il suo primo marito è il principe Waleski ma, a causa delle circostanze politiche, diventerà l'amante di Napoleone, su esortazione dello stesso Józef.
- Henrietta Vauban: È la protagonista femminile della storia. La donna inizialmente è una delle amanti di Poniatowski ma, dopo la sua morte, si lega a suo figlio Józef. È anche chiamata Vlatuka. La Henrietta storica era stata solo l'amante di Józef.
- Zelia Sitanska: Personaggio storico, ha una relazione con Felix e rimane incinta. La Zelia storica ha avuto un figlio con Józef: Felix non è mai esistito.